# Blue Sport
blue Sport, vormals Teleclub Sport, ist ein Pay-TV-Angebot der Swisscom. Der Kanal vereint mehrere vorher eigenständige Sportprogramme unter der Marke „blue TV“.
blue Sport sicherte sich die Rechte an den Schweizer Fussball Top-Ligen für den Zeitraum von Saisonstart 2021 bis Saisonende im Sommer 2025. Mehrere verschlüsselte Fernsehprogramme bieten die Übertragung von europäischen Fußballspielen als live-TV sowie auch als Streamingdienst für Internetanwendungen. Der Kanal bietet über 30 Sport-Programme mit einem Life-Angebot von über 4.000 Sportveranstaltungen pro Jahr. Die Sendungen sind in deutscher Sprache, einige Sendungen in Schweizer Mundart. Die Programme werden auch in HD, einige sogar in Ultra High Definition ausgestrahlt und sind in vielen Kabelfernsehnetzen der Schweiz enthalten.
Das Sportangebot umfasst unter anderem alle Spiele der UEFA Champions- und Europa League, sowie die Raiffeisen Super League, Spiele aus anderen europäischen Ligen wie zum Beispiel der italienischen Serie A, Topspiele der französischen Ligue 1, die spanische La Liga und diverse andere Sportarten.
Chefredakteur der Sender ist Andreas Böni.